# Robert FitzHamon
Robert FitzHamon ou Robert fitz Haimon († 1107), seigneur d'Évrecy en Normandie, lord de Gloucester en Angleterre et conquérant de Glamorgan au Pays de Galles, fut un important baron anglo-normand du règne de Guillaume le Roux et Henri Ier d'Angleterre.

## Biographie

### Sous le règne de Guillaume le Roux (1087-1100)
Il est le fils aîné d'Hamon, shérif du Kent, et sénéchal de Guillaume le Conquérant et Guillaume le Roux. Il est le petit-fils de Hamon le Dentu, seigneur de Creully, Torigni, Évrecy et Sainte-Scolasse-sur-Sarthe, qui est tué en affrontant le duc de Normandie Guillaume le Bâtard (plus tard le Conquérant), lors de la bataille de Val-ès-Dunes en 1047. Après la conquête normande de l'Angleterre, il est possible que son père soit venu dans le pays conquis avec l'évêque Odon de Bayeux, son suzerain en Normandie pour l'honneur d'Évrecy. Il est en effet shérif du Kent et il est un petit vassal d'Odon de Bayeux, dorénavant comte de Kent, pour quelques terres dans ce comté. À sa mort, Robert hérite du patrimoine normand, et son frère Hamon hérite du patrimoine anglais.
Robert FitzHamon est l'un des barons loyaux à Guillaume le Roux, le fils et successeur de Guillaume le Conquérant, durant la rébellion de 1088 qui cherche à regrouper la Normandie et l'Angleterre sous le gouvernement commun de Robert Courteheuse, le duc de Normandie et frère aîné du roi. C'est la mention la plus ancienne le concernant avec certitude. Après la rébellion, il est mentionné avec Henri de Beaumont tentant de convaincre Gandulf, l'évêque de Rochester, de construire à Rochester l'un des premiers châteaux en pierre du royaume.
Sa loyauté et son aide durant la rébellion lui valent d'être récompensé par les terres qui appartenaient à la reine – et mère du roi – Mathilde de Flandre, et que Henri essayait d'obtenir de son frère. Il se voit en plus concéder des domaines confisqués à Geoffroy de Montbray, l'évêque de Coutances, l'un des participants à la rébellion, dans le sud-est et dans le Buckinghamshire. Ces terres seront connues comme l' « honneur » de Gloucester et lui rapportent environ 300 livres sterling annuellement. Son installation consiste à barrer la route de Londres aux barons rebelles des marches du Pays de Galles. Il obtient aussi d'épouser Sybille, une fille du puissant Roger II de Montgommery, le comte de Shropshire.
Il devient l'un des amis intimes de Guillaume le Roux, et il est un fréquent témoin de ses chartes. Il a même été suggéré qu'ils étaient amants. Il a aussi été suggéré qu'au début de son règne il récupère la seigneurie de Creully, que son grand-père avait peut-être perdue en 1047. Robert est présent à la partie de chasse du 2 août 1100 durant laquelle Guillaume le Roux est mortellement blessé par une flèche.

### Implication au Pays de Galles
C'est durant le règne de Guillaume le Roux que les Anglo-Normands font des percées décisives au Pays de Galles, et l'une d'entre elles est réalisée par Robert FitzHamon. Les riches domaines qu'il a reçu dans le Gloucestershire, incluant le port de Bristol, lui donnent les moyens militaires (par ses vassaux) et financiers pour entreprendre la conquête de territoires gallois. En s'ingérant dans les luttes intestines entre les royaumes gallois, il réussit à conquérir le Glamorgan (en gallois : Morgannwg), à l'extrémité sud du Pays de Galles. La date de la conquête n'est pas précisément connue, mais il est présumé qu'elle se situe en 1093 ou peu après, en même temps que les autres avancées normandes (Brycheiniog, Ceredigion et Dyfed) suivants la mort de Rhys ap Tewdwr.

### Sous le règne d'HenriIer
Henri Ier Beauclerc, le frère cadet de Guillaume le Roux, s'empare de la couronne à la barbe de Robert Courteheuse, son frère aîné. Robert FitzHamon se rallie au nouveau roi. Quand Robert Courteheuse débarque en Angleterre pour conquérir la couronne, Robert est resté fidèle au roi, et il sert d'intermédiaire entre les deux princes, ce qui conduit au Traité d'Alton. Il est un témoin fréquent des chartes royales.

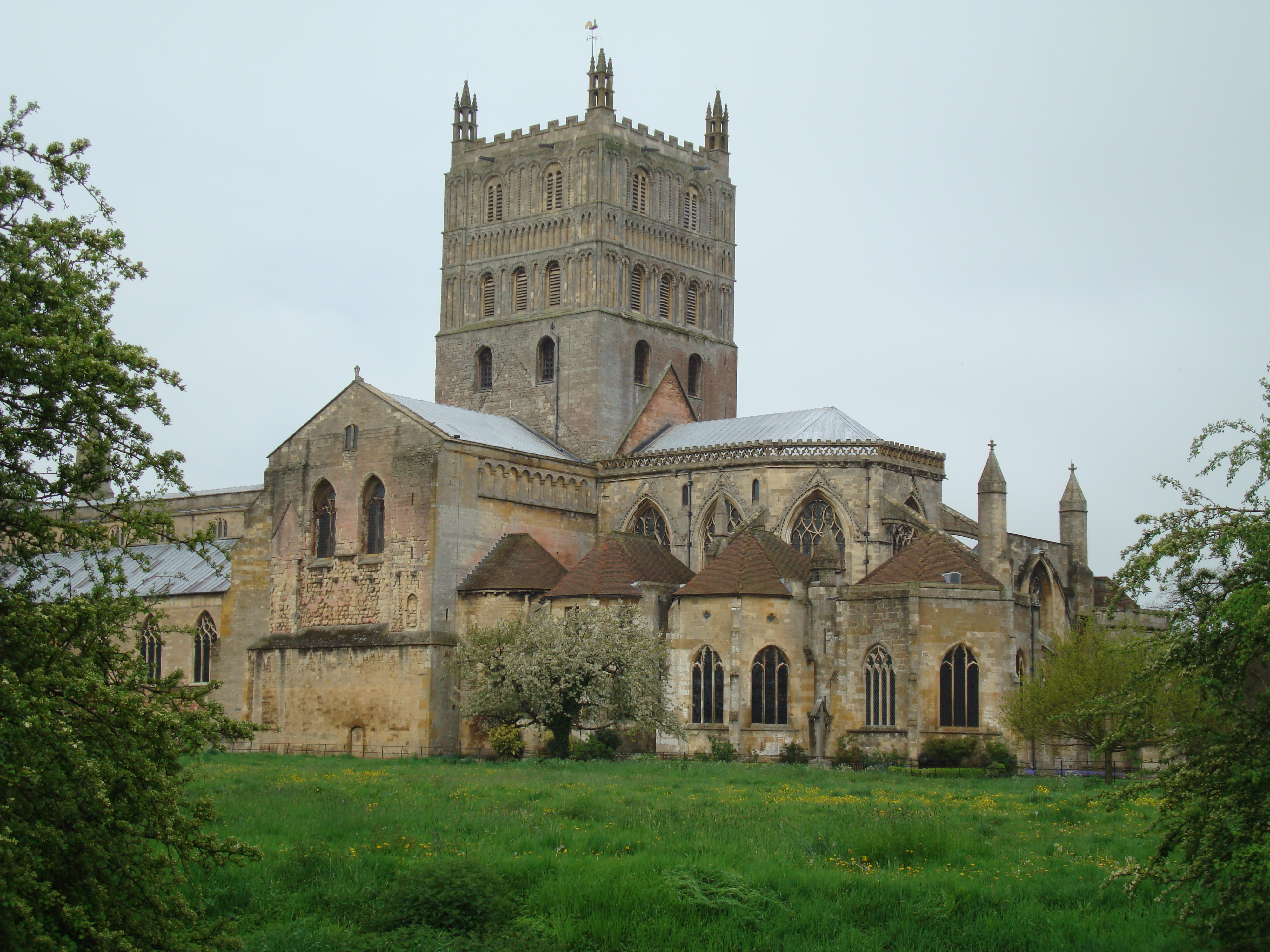
Abbaye de Tewkesbury.

En 1105, alors qu'il est au service du roi en Normandie avec l'armée du roi, il est capturé et emprisonné à Bayeux par des partisans du duc de Normandie Robert Courteheuse. Cet affront décide le roi d'Angleterre à débarquer sur le continent. Henri Ier Beauclerc se présente devant Bayeux. Le gouverneur de la ville Gauthier d'Aunay libère Robert FitzHamon mais ne rend pas la place. Ce qui vaut à Bayeux d'être incendié par le roi. Robert FitzHamon accompagne Henri dans sa conquête de la Normandie mais il reçoit une flèche dans la tête lors du siège de Falaise. Diminué intellectuellement, il retourne en Angleterre, se fait moine au monastère de Tewkesbury qu'il avait fondé, et y meurt peu après mars 1107. D'après Guillaume de Malmesbury, certains y virent une revanche divine pour l'incendie de Bayeux qui détruisit aussi sa cathédrale.
Il est inhumé dans la salle capitulaire de l'abbaye de Tewkesbury, et en 1241, son corps est transféré dans l'église. Plus tard, une chapelle en pierre, qui existe toujours, est édifiée sur sa tombe. En plus d'avoir fondé l'abbaye de Tewkesbury, il était un important bienfaiteur de l'abbaye de Gloucester.

## Famille et descendance
Il épousa Sibylle, fille de Roger II de Montgommery, comte de Shrewsbury. Ensemble, ils eurent :
- Mathilde (ou Mabel), épouse Robert de Gloucester, le fils illégitime d'Henri Ier Beauclerc ;
- Cécile, abbesse de Shaftesbury ;
- Mawyse ou Hawise, abbesse de Winchester.

et peut-être :
- Amicie, mariée à un comte breton, mais il n'en existe aucune trace.

### Sources
- Judith A. Green, « Robert fitz Haimon (d. 1107) », Oxford Dictionary of National Biography, Oxford University Press, 2004.
- (en) Lynn H. Nelson, The Normans in South Wales, 1070-1171, Austin and London: University of Texas Press, 1966, chap.5. Consultable en ligne sur Historical Text Archive.